# Kebomas (ort i Indonesien)
Kebomas är en ort i Indonesien.   Den ligger i provinsen Jawa Timur, i den västra delen av landet, 600 km öster om huvudstaden Jakarta. Kebomas ligger 36 meter över havet och antalet invånare är 75 982.
Terrängen runt Kebomas är platt. Havet är nära Kebomas åt nordost. Runt Kebomas är det mycket tätbefolkat, med 3 134 invånare per kvadratkilometer. Närmaste större samhälle är Surabaja, 15,9 km sydost om Kebomas. Trakten runt Kebomas är ofruktbar med lite eller ingen växtlighet.